# Wilhelm Einhorn
Wilhelm Einhorn (Einhorn Vilmos), a fost un evreu comunist maghiar, tovarăș cu Valter Roman.
În România a ajuns colonel de securitate și șef al DIE.

## Distincții
- Ordinul „23 August” clasa a V-a (12 august 1959) „pentru contribuție activă la întărirea regimului democrat-popular”[2]
- Medalia „40 de ani de la înființarea Partidului Comunist din Romînia” (6 mai 1961) „pentru activitate îndelungată în mișcarea muncitorească și merite în opera de construire a socialismului”[3]